# Tulasnella echinospora
Tulasnella echinospora är en svampart som beskrevs av P. Roberts 2004. Tulasnella echinospora ingår i släktet Tulasnella och familjen Tulasnellaceae.   Inga underarter finns listade i Catalogue of Life.